# T.Newell Wood
Pour les articles homonymes, voir Wood.
Theodore Newell Wood (10 juillet 1909 – 18 octobre 1982) est un ancien membre du Sénat de l'État de Pennsylvanie, ayant servi de 1969 à 1978.